# Hợp đồng nô lệ
Hợp đồng nô lệ (tiếng Hàn: 노예 계약; Hanja: 奴隸契約; Romaja: noye gyeyak) đề cập đến một hợp đồng dài hạn không công bằng giữa các thần tượng Hàn Quốc và công ty quản lý của họ. Các thần tượng theo hợp đồng như vậy thường phải đối mặt với sự đối xử khắc nghiệt, đặc biệt là trong những năm hoạt động đầu tiên của họ, bao gồm thiếu sự riêng tư, đói khát và cô đơn, thường bị chỉ trích là nỗ lực của các công ty quản lý trong việc muốn tạo ra những "thần tượng như cỗ máy" được sử dụng cho mục đích giải trí".

## Thực trạng
Khát khao được trở thành thần tượng K-pop, khi còn là "thực tập sinh" họ đã phải ký hợp đồng với các công ty giải trí khi chỉ mới 12 hay 13 tuổi đầu. Một công ty có thể mất đến 10 năm để chuẩn bị hành trang cho thực tập sinh ra mắt trên sân khấu, theo lời người đứng đầu trước kia của Hiệp hội Luật Giải trí Hàn Quốc. Cả thực tập sinh và những thần tượng K-pop đã ra mắt về đặc thù sẽ phải sống trong ký túc xá, nơi mà công ty chủ quản kiểm soát chế độ ăn uống, đời sống tình cảm lẫn thái độ ứng xử của họ. Theo các điều khoản của hầu hết các hợp đồng thì thực tập sinh và thần tượng K-pop đều bị yêu cầu phải hoàn trả cho công ty quản lý các chi phí học hát và nhảy, kho quần áo, phí sinh hoạt và các chi phí khác. Hệ quả là, các thần tượng K-pop có thể không có thu nhập đáng bao nhiêu.
Nhiều nhóm nhạc K-pop thường mất nhiều năm để hòa vốn và do đó không thể nhận được phần thu nhập nào tạo ra từ các bài hát của mình cho đến khi các món nợ thực tập được trả hết. Ngoại lệ điển hình là các nhóm nhạc đến từ những công ty thuộc nhóm "Big 3" như SM Entertainment, YG Entertainment và JYP Entertainment. Thực tập sinh dưới trướng ba công ty này được trả thù lao ngay sau khi họ ra mắt và nói chung là không đến nỗi phải đối mặt với các khoản nợ thực tập, trừ khi họ rời đi trước khi hoàn thành bản hợp đồng.
Việc đối xử bất công với các ca sĩ và thực tập sinh K-pop đã trở nên nổi bật trong ngành công nghiệp âm nhạc Hàn Quốc. Do đó, các công ty bao gồm SM, FNC và DSP đã bị FTC của Hàn Quốc yêu cầu ngừng hủy bỏ hợp đồng thực tập sinh với lý do không rõ ràng, chẳng hạn như các điều khoản đạo đức. Tuy nhiên, nhiều vấn đề cấp bách vẫn chưa được FTC của Hàn Quốc giải quyết là sự ngược đãi từ các công ty giải trí Hàn Quốc, được thể hiện trong các bản hợp đồng hà khắc và không chuẩn mực. Những bản hợp đồng này thường tạo ra sự chế tạo và kiểm soát, để duy trì hình ảnh một "đặc biệt tài năng và lộng lẫy, độc thân, dị tính, có vẻ ngoài dễ tiếp cận với những người hâm mộ khác giới". Hai thần tượng thành công đã ký hợp đồng với Cube Entertainment đã bị đuổi khỏi công ty do dính líu đến mối quan hệ tình cảm. Ngoài ra, cả nam và nữ thần tượng đều mong muốn đạt được và duy trì vóc dáng mảnh mai để có thể được xem xét ứng tuyển vào các buổi tuyển chọn thực tập sinh.

## Cải cách
Vào năm 2009, ba thành viên của nhóm nhạc nam TVXQ đã đưa công ty quản lý SM Entertainment ra tòa, tuyên bố rằng hợp đồng 13 năm của công ty là quá dài, quá hạn chế và hầu như không mang lại cho họ lợi nhuận nào từ thành công của họ. Năm sau, vào năm 2010, Ủy ban Thương mại Công bằng Hàn Quốc (KFTC) đã đưa ra một quy định giới hạn hợp đồng giải trí trong 7 năm. Vào năm 2017, KFTC một lần nữa đưa ra các hạn chế đối với các hợp đồng giải trí. Ngoài ra, những cải cách năm 2017 đã giảm bớt các hình phạt tài chính đối với các thực tập sinh K-pop vi phạm hợp đồng sớm và khiến các công ty khó khăn hơn trong việc bắt buộc các thần tượng K-pop gia hạn hợp đồng.